# Craig Henighan
Craig Henighan ist ein kanadisch-US-amerikanischer Sound Editor und Toningenieur.

## Leben
Craig Henighan besuchte das Sheridan College Institute of Technology and Advanced Learning in Ontario und machte seinen Abschluss in Medienkunst 1995. Kurz darauf begann er als Sound Editor zu arbeiten und beteiligte sich an zahlreichen Filmen und Fernsehserien. Zu seinen bekanntesten Arbeiten zählen Filme wie Cube (1997), Resident Evil: Apocalypse (2004), Black Swan (2010) und Roma (2018) sowie Fernsehserien wie Nikita (1997–2001), Total Recall 2070 (1999), Stranger Things (seit 2016) und Love, Death & Robots (seit 2019).
Für seine Arbeit erhielt er zahlreiche Auszeichnungen, darunter vier Emmys. So gewann er 2017 seinen ersten Emmy für seine Arbeit an Stranger Things. Dies wiederholte sich 2018 und 2020. 2021 gewann er außerdem einen Emmy für Love, Death & Robots. Insgesamt war er sechs Mal nominiert. Er erhielt außerdem drei Mal den DGC Craft Award sowie zwei Golden Reel Awards (bei 12 Nominierungen).
Für den Film Roma (2018) wurde er bei der Oscarverleihung 2019 zusammen mit Skip Lievsay und José Antonio García in der Kategorie Bester Ton nominiert.